# Perl oder Pica
Perl oder Pica é um filme de drama luxemburguês de 2006 dirigido e escrito por Pol Cruchten. Foi selecionado como representante de Luxemburgo à edição do Oscar 2007, organizada pela Academia de Artes e Ciências Cinematográficas.

## Elenco
- Ben Hoscheit - Norbi
- André Jung
- Nicole Max